# Puccinia pratensis
Puccinia pratensis ist eine Ständerpilzart aus der Ordnung der Rostpilze (Pucciniales). Der Pilz ist ein Endoparasit verschiedener Avenochloa-Süßgräser. Symptome des Befalls durch die Art sind Rostflecken und Pusteln auf den Blattoberflächen der Wirtspflanzen. Sie ist in Europa verbreitet.

## Merkmale

### Makroskopische Merkmale
Puccinia pratensis ist mit bloßem Auge nur anhand der auf der Oberfläche des Wirtes hervortretenden Sporenlager zu erkennen. Sie wachsen in Nestern, die als gelbliche bis braune Flecken und Pusteln auf den Blattoberflächen erscheinen.

### Mikroskopische Merkmale
Das Myzel von Puccinia pratensis wächst wie bei allen Puccinia-Arten interzellulär und bildet Saugfäden, die in das Speichergewebe des Wirtes wachsen. Aecien oder Spermogonien der Art sind nicht bekannt. Die zimtbraunen Uredien des Pilzes wachsen unter- oder beidseitig auf den Wirtsblättern. Seine goldenen bis zimtbraunen Uredosporen sind 28–35 × 26–30 µm groß, breitellipsoid bis eiförmig und fein stachelwarzig. Die beid- oder blattunterseitig wachsenden Telien der Art sind braun, pulverig und früh unbedeckt. Die goldbraunen Teliosporen sind zweizellig, in der Regel breitellipsoid bis eiförmig und 42–60 × 28–35 µm groß. Ihre Oberfläche ist fein stachelig. Ihre Stiele sind fragil und bricht meist nahe der Spitze ab.

## Verbreitung
Das bekannte Verbreitungsgebiet von Puccinia pratensis umfasst weite Teile Europas.

## Ökologie
Die Wirtspflanzen von Puccinia pratensis sind Avenochloa pratensis und Avenochloa versicolor. Der Pilz ernährt sich von den im Speichergewebe der Pflanzen vorhandenen Nährstoffen, seine Sporenlager brechen später durch die Blattoberfläche und setzen Sporen frei. Die Art verfügt über einen Entwicklungszyklus, von dem bislang lediglich Telien und Uredien sowie deren Wirt bekannt sind;  Spermogonien und Aecien konnten dem Pilz nicht zugeordnet werden.